# Ilona Szilágyi
Ilona Szilágyi (n. secolul al XV-lea – d. 1497) prințesa dintr-o familie Kun Maghiară a fost verișoara soției lui Matthias Hunyadi